# بئر بن عابد
بئر بن عابد (به عربی: بئر بن عابد) یک شهرداری در الجزایر است که در استان مدیه واقع شده‌است. بئر بن عابد ۱۰٬۵۴۳ نفر جمعیت دارد.